# 流体体积法
流体体积法（VOF法）是计算流体力学中追踪和定位自由曲面或流体界面的数值技术。它使用静态或以某种确定形式迁移的网格以适应于界面形状的演化，是欧拉法的一种。
流体体积法能够保持追踪流体的「质量」，并且能够容易的追踪拓扑结构变化的流体界面，具有较好的收敛性。同时在应用中，流体体积法可以直接定义具有流体的区域使得程序代码的开发和更改相对容易。
但是流体体积法直接获得的界面不如水平集方法光滑，在计算时需要对边界进行额外的插值或与平滑函数相乘等处理以获得较为光滑的界面。现在同样有集合水平集方法和流体体积法耦合的CLSVOF法，但这种方法在应用中仍存在一定的问题。

### 历史
流体体积法的最初构想发源于网格标记法，即向网格赋标记值用于追踪界面。最早在1981年Hirt和Nicolas将其发表于论文。流体体积法有许多不同的变种，包括最初的SOLA方法，以及之后为了解决其获得的界面过于粗糙而发展的的WLIC，PLIC等方法。
因其具有良好的收敛性，流体体积法至今在包括Ansys Fluent，OpenFOAM等各种商业软件中获得了相当广泛的应用。

### 问题
由于流体体积法只能计算每个网格内的一种流体所占比例，而无法计算网格内的流体界面形状，因此需要特别的处理以保证获取整体的流体界面形状。这一问题在欧拉法中尤为明显。